# Acústica subacuática

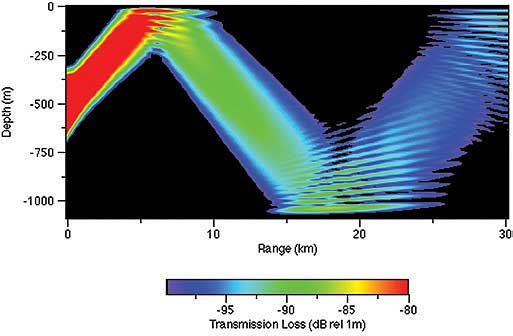
Modelo computacional de la propagación acústica subacuática en un ambiente oceánico simplificado.

La acústica subacuática estudia la propagación del sonido en agua y la interacción de ondas mecánicas (constituidas por ondas de presión denominadas sonido) con el agua y sus fronteras. El agua puede ser oceánica, lacustre o en tanque. Las frecuencias típicas asociadas con la acústica subacuática están comprendidas en el ancho de banda de 10 Hz a 1 MHz. Al analizar la propagación oceánica del sonido a frecuencias inferiores a 10 Hz se debe considerar la penetración de las ondas en el fondo marino, en comparación con las frecuencias superiores a 1 MHz, debido a que son absorbidas rápidamente. La acústica subacuática algunas veces es denominada hidroacústica.
La hidroacústica, utiliza tecnología de sonar, comúnmente se utiliza para monitorear las características físicas y biológicas subacuáticas. La hidroacústica se puede utilizar para detectar la profundidad de un cuerpo de agua (batimetría), así como la presencia o ausencia, abundancia, distribución, tamaño y comportamiento de plantas y animales submarinos. La detección hidroacústica implica "acústica pasiva" (escuchar sonidos) o acústica activa que emite un sonido y escucha el eco, de ahí el nombre común del dispositivo ecosonda.
Hay diferentes causas del ruido del transporte marítimo. Estos se pueden subdividir en los provocados por la hélice, los provocados por la maquinaria y los provocados por el movimiento del casco a través del agua. La importancia relativa de estas tres categorías dependerá, entre otras cosas, del tipo de barco.
Una de las principales causas del ruido hidroacústico proveniente de superficies completamente sumergidas que se elevan, es el flujo turbulento separado e inestable cerca del borde de salida de la superficie que produce fluctuaciones de presión en la superficie y un flujo oscilatorio inestable en la estela cercana. El movimiento relativo entre la superficie y el océano crea una capa límite turbulenta (TBL, por sus siglas en inglés) que rodea la superficie. El ruido es generado por los campos fluctuantes de velocidad y presión dentro de este TBL.
El campo de la acústica subacuática está estrechamente relacionado con otros campos del estudio acústico, incluidos el sonar, la transducción, el procesamiento de señales, la oceanografía acústica, la bioacústica y la acústica física.

## Historia
El sonido subacuático probablemente ha sido empleado durante millones de años por animales marinos. La acústica subacuática comenzó a considerarse una ciencia en 1490, cuando Leonardo da Vinci escribió lo siguiente: "Si detienes tu nave y colocas un extremo de un tubo largo en el agua y el otro extremo en tu oído, escucharás barcos a grandes distancias de ti".
En 1687 Isaac Newton escribió "Principios matemáticos de la filosofía natural" el cual incluyó el primer tratamiento matemático del sonido. El siguiente paso de importancia en el desarrollo de la acústica subacuática fue hecho en 1826 por Jean Daniel Colladon, un físico suizo, y Charles Sturm un matemático francés; quienes en el lago Génova, midieron el tiempo transcurrido entre un destello de luz y el sonido de una campana sumergida escuchado por medio de un auricular acústico subacuático. Ellos midieron una velocidad del sonido de 1435 m por segundo a una distancia de 17 kilómetros (km), proveyendo la primera medida cuantitativa de la velocidad del sonido en el agua.. En 1877 Lord Rayleigh escribió la "Teoría del sonido" estableciendo la teoría acústica moderna.

## Desarrollo e Investigación
El hundimiento del RMS Titanic en 1912 y el inicio de la Primera Guerra Mundial aportaron el ímpetu para la siguiente oleada de progreso en acústica subacuática. Los sistemas para detectar icebergs y U-boots fueron desarrollados. Entre 1912 y 1914, en Europa y Estados Unidos fueron asignadas un considerable número de patentes relativas a ecolocalización, culminando en 1914 con un transductor acústico diseñado por Reginald A Fessenden. Trabajo precursor fue realizado tanto por Paul Langevin en Francia como por Albert Beaumont Wood en Inglaterra. El desarrollo del Sonar activo y pasivo se realizó durante la guerra, impulsado por los primeros despliegues a gran escla de submarinos. Otros avances en acústica subacuática incluyeron el desarrollo de minas acústicas submarinas.
En 1919, se publicó el primer artículo científico sobre acústica subacuática, describiendo teóricamente la refracción de ondas acústicas producida por los gradientes de temperatura y salinidad en el océano. El rango de estimaciones del artículo se validaron experimentalmente por mediciones de perdidas por transmisión.
En las siguientes dos décadas se desarrollaron múltiples aplicaciones de la acústica subacuática. La ecosonda fue desarrollada comercialmente durante 1920. Originalmente se empleaban materiales naturales como elementos transductores, pero para 1930 los sistemas de sonar incorporaron transductores piezoeléctricos hechos a base de materiales sintéticos, empleados en los sistemas de escucha pasiva y en los sistemas de eco localización. Estos sistemas se emplearon efectivamente durante la Segunda Guerra Mundial, tanto por submarinos como buques antisubmarinos. Muchos de los avances en acústica subacuática fueron resumidos en la serie "Física del sonido en el mar", publicado en 1946.
Después de la Segunda Guerra Mundial, el desarrollo de los sistemas de sonar fue impulsado enormemente por la Guerra Fría, resultando en la comprensión práctica y teórica de la acústica subacuática, ayudado por técnicas computacionales. Como parte de la carrera armamentística entre potencias, se desarrollaron y perfeccionaron muchos sistemas acústicos subacuáticos como sonares y sistemas de torpedos; contribuyendo a la construcción de submarinos nucleares.

## Teoría

### Ondas de sonido en el agua

Transmisión del sonido en un fluido. Se produce una onda de presión por compresión, que hace que el resto de las partículas se compriman entre ellas.

Una onda de sonido que se propaga subacuaticamente está compuesta por compresiones y rarefacciones alternantes del agua. Estas compresiones y rarefacciones son detectadas como cambios de presión por un receptor denominado hidrófono. Estas ondas pueden generarse por el hombre o naturalmente. Por lo anterior, se define a las ondas sonoras como ondas de presión que se propagan longitudinalmente, las moléculas vibran en la dirección de la propagación del sonido. Por lo tanto necesitan un medio para poder propagarse.

### Velocidad del sonido, densidad e impedancia
La velocidad del sonido {\displaystyle c\,} (velocidad de la onda de sonido) está relacionada con la frecuencia {\displaystyle f\,} y la longitud de onda {\displaystyle \lambda \,} por la fórmula:
{\displaystyle c=f\cdot \lambda \qquad (1)}
p. ej. El movimiento longitudinal de los frentes de onda. Cabe destacar que la velocidad del sonido en el agua es aproximadamente 4.5 veces mayor a la del aire, debido a una mayor densidad. Esta variable, depende de varios factores, tales como la temperatura, presión y salinidad. Debido a que la presión se comporta linealmente con respecto a la profundidad se considera regularmente en el cálculo de la velocidad del sonido. Existen diferentes fórmulas determinadas empíricamente con las cuales puede calcularse la velocidad del sonido. Las fórmulas son muy similares, como puede observarse en los siguientes ejemplos:
{\displaystyle c_{\text{S}}\,=\,(1449+4{,}6\ T-0{,}05\ T^{2}+1{,}4(S-35)+0{,}017\ D)\;\mathrm {\frac {m}{s}} \qquad (2)}
{\displaystyle c=1448.96+4.591\cdot T-0.05304\cdot T^{2}+1.34\cdot (S-35)+0.0163\cdot z-0.01025\cdot T\cdot (S-35)\qquad (3)}
En las que : {\displaystyle T} es la temperatura en grados Celsius, {\displaystyle S} la salinidad en mil y {\displaystyle D} fórmula (2) o {\displaystyle z} fórmula (3) es la profundidad en metros.
La dependencia de la velocidad del sonido con respecto a estas variables puede definirse como sigue:
- En la capa superior, la temperatura es determinante ya que es la variable que presenta mayores cambios.
- Debajo de la capa que varia con mayor dependencia de la temperatura, los cambios de temperatura son muy pequeños, por lo que la profundidad se convierte en el parámetro dominante.
- El contenido de sal tiene muy poca influencia en la velocidad del sonido, ya que su valor se mantiene casi constante alrededor de 3.5 % en la mayoría de las partes del océano y por lo tanto la variación asociada es tan pequeña que puede ser despreciable.

El contenido de sal y la variación de temperatura se reflejan en variaciones en la densidad. Los cambios de densidad horizontal en líquidos estáticos forma capaz con gradientes horizontales débiles. En consecuencia, el gradiente de velocidad del sonido y, por lo tanto, el índice de refracción son débiles horizontalmente. Como resultado, los haces de sonido verticales apenas se rompen. El sonido regularmente se propaga en dirección normal.
El concepto velocidad de la partícula  {\displaystyle u\,}, es diferente al de velocidad de sonido {\displaystyle c\,}. La velocidad de la partícula se refiere al movimiento alternante de las moléculas debido al sonido y se relaciona con: la onda plana de presión {\displaystyle p\,}, la densidad del fluido {\displaystyle \rho _{o}\,} y la velocidad del sonido {\displaystyle c\,} mediante la fórmula:
{\displaystyle u={\frac {p}{c\cdot \rho _{o}}}\qquad (4)}
Cabe destacar que el agua al tener una mayor impedancia acústica y una menor compresibilidad con respecto al aire, presenta menores velocidades de partícula al aplicarse presiones acústicas de la misma magnitud.
El producto de {\displaystyle c} y {\displaystyle \rho _{o}\,} de la fórmula anterior, es conocido como la impedancia acústica característica.
{\displaystyle z=c\cdot \rho _{o}\qquad (5)}
Existe un gran contraste entre las impedancias acústicas del agua ({\displaystyle 1.5x10^{6}{\frac {Pa\cdot s}{m}}}) y el aire ({\displaystyle 415{\frac {Pa\cdot s}{m}}}) (las cuales tienen una proporción aproximada de 3600).
La potencia acústica (Energía por segundo) cruzando una unidad de área, se conoce como intensidad de la onda y para ondas planas la intensidad promediadas en el tiempo está dada por:
{\displaystyle I={\frac {P_{e}^{2}}{\rho _{o}c}}\qquad (6)\,}
Donde {\displaystyle P_{e}\,} es el valor cuadrático medio o RMS de la presión acústica, más conocida como presión efectiva o presión media cuadrada.

### Absorción del sonido
La absorción del sonido de baja frecuencia es débil  (consulte Technical Guides – Calculation of absorption of sound in seawater para una calculadora en línea). La viscosidad es la mayor causa de atenuación del sonido tanto en agua fresca como a altas frecuencia en agua de mar (por encima de los 100 kHz). La relajación iónica del ácido bórico (hasta los 10 kHz) y del sulfato de magnecio (10 kHz-100 kHz) se asocia con importantes absorciones del sonido en agua de mar a bajas frecuencias. 
Las ondas acústicas también pueden ser absorbidas por pérdidas dentro del líquido, p.ej:
- Cerca de la superficie del mar, las pérdidas pueden ser ocasionadas por una capa de burbujas o hielo.
- Cerca de la parte inferior, pueden penetrar el fondo.

### Reflexión y dispersión del sonido

#### Interacciones de frontera
Tanto la superficie como el fondo marino son fronteras reflejantes y dispersantes.

#### Superficie
Para muchos propósitos la superficie aire-mar puede considerarse como un reflector perfecto. El contraste de impedancias acústicas es tan grande que muy poca energía es capaz de cruzar esta frontera. Las ondas de presión acústica reflejadas por la superficie del mar experimentan una inversión de fase, a menudo considerada como "Cambio de fase pi" o "cambio de fase de 180 grados". Esto se representa matemáticamente asignando un coeficiente de reflexión a la superficie del mar de menos 1 en lugar de más 1.
A altas frecuencias (por encima de 1 kHz) o cuando la mar esta agitada, una parte del sonido incidente es dispersado, y esto se toma en cuenta asignando un coeficiente de reflexión cuya magnitud es menor a uno. Por ejemplo, cerca de la incidencia normal, el coeficiente de reflexión se vuelve:
{\displaystyle R=-e^{-2k^{2}h^{2}sin^{2}A}\qquad (7)}
Donde h es la altura de las olas del mar en unidades de raíz media cuadrada.
Otra complicación es la presencia de burbujas generadas por el viento o peces cerca de la superficie del mar. Las burbujas pueden formar una pluma (hidrodinámica) que absorbe una fracción del sonido incidente y dispersado y en algunas ocasiones dispersar el sonido por sí mismas.

#### Fondo marino
La diferencia de impedancias acústicas entre el agua y el fondo generalmente es mucho menor a la diferencia con respecto a la superficie, sin embargo es más compleja. Depende del material del fondo y la profundidad de las capas. Se han desarrollado teorías para predecir la propagación acústica en el fondo; por ejemplo, Biot y Buckingham.